# 中内守
中内 守（なかうち まもる、1929年3月15日 - 2017年8月27日）は、日本の経営者。サンテレビジョン社長を務めた。兵庫県神戸市出身。中内功の弟。

## 経歴
1952年に神戸大学経済学部を卒業し、同年に東亜紡織に入社。1962年にダイエー系列の紳士服専門店であるロベルトに転じ、1970年には社長に就任し、1985年にサンテレビジョン副社長に就任し、1987年6月から1996年6月までに社長を務め、1987年4月にはオリエンタルホテル取締役に就任。
2017年8月27日心不全のために死去。88歳没。